# ياكوفليف ياك-1000

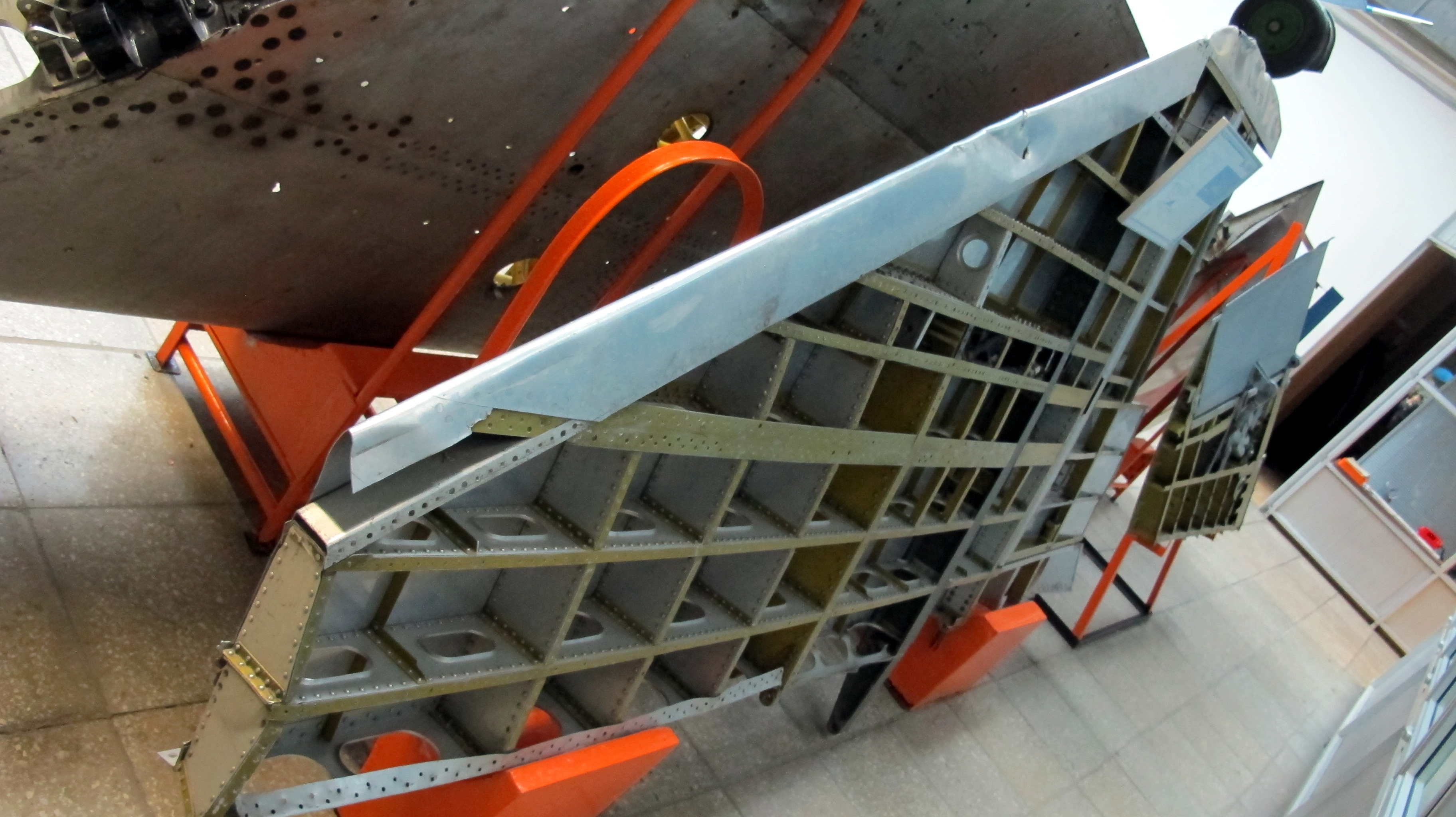
نموذج من جناح طائرة من طائرة ياكوفليف ياك-1000 التجريبية السوفيتية

ياكوفليف ياك-1000 (بالإنجليزية: Yakovlev Yak-1000) هي من صناعة ياكوفليف. طائرة سوفيتية ذات جناح على شكل دلتا (حرف).

## خصائص (تقديرية)

### مواصفات عامة
- طاقم : شخص واحد.
- الطول : 11.69 متر (38 قدم 4 إنش)
- مدى الأجنحة : 4.59 متر (15 قدم 1 إنش)
- أقصى وزن عند الإقلاع : 2407 كغ (5307 رطل)
- حمولة الوقود : 597 لتر (131 غالون)
- مصدر الطاقة : محرك واحد نوع كليموف RD-500 نفاث ضاغط-طرد مركزي، قوة دفع 15.9 كيلونيوتن (3600 رطل/قدم)

### خصائص
- السرعة القصوى : 1100 كلم/سا (680 ميل/سا، 590 عقدة)